# Georg Graf (Jurist)
Georg Graf (* 15. April 1962 in Wien) ist ein österreichischer Jurist.

## Leben
Nach der Matura am Schottengymnasium studierte er Rechtswissenschaften an der Universität Wien (Dr. iur. 1985) und der Philosophie an der University of Chicago (MA 1986). 1986/1987 war er Assistent bei Helmut Koziol. Ab 1988 war er Assistent bei Theo Mayer-Maly. 1990/1991 forschte er für ein halbes Jahr in Chicago. Seit 1989 war er Lehrbeauftragter für Bürgerliches Recht an der Universität Salzburg. Nach der Habilitation 1994 für die Fächer Bürgerliches Recht, Rechtsphilosophie und Rechtstheorie mit der Arbeit Vertrag und Vernunft wurde er 2001 zum Universitätsprofessor für Bürgerliches Recht am Institut für Österreichisches und Europäisches Privatrecht der Universität Salzburg ernannt.
Seine Forschungsschwerpunkte sind sämtliche Gebiete des Bürgerlichen Rechts, insbesondere Bank- und Kapitalmarktrecht, Kreditsicherungsrecht, Konsumentenschutzrecht, Vertragsrecht, Bereicherungsrecht, Schadenersatzrecht, Erbrecht, Restitution und Wiedergutmachung nach 1945 für Vermögensentziehungen während der NS-Zeit (Tätigkeit als ständiger Experte für die Historikerkommission der Republik Österreich) und Rechtsphilosophische und rechtstheoretische Probleme des Privatrechts, insbesondere Methodenfragen.

## Schriften (Auswahl)
- Vertrag und Vernunft. Eine Untersuchung zum Modellcharakter des vernünftigen Vertrages. Wien 1997, ISBN 3-211-82946-6.
- Die österreichische Rückstellungsgesetzgebung. Eine juristische Analyse. Wien 2003, ISBN 3-7029-0463-8.
- Erbrecht. Wien 2017, ISBN 3-7007-6623-8.
- Bankvertragsrecht. Wien 2018, ISBN 3-7007-7227-0.